# Poesie in dialetto velletrano
(Giovanni Battista Iachini, Suicidio, da Poesie in dialetto velletrano, 1884.)
Poesie in dialetto velletrano è una raccolta di diciotto poesie in dialetto velletrano composte da Giovanni Battista Iachini (1860-1898) e pubblicate per la prima volta nel 1884. In seguito, nel 1890 l'autore curò una riedizione riveduta e corretta delle Poesie, edita da Cesare Bertini Libraio-Editore in Velletri. La riedizione si era resa necessaria dopo alcune polemiche sollevate da un anonimo critico (che si firmava come il Volsco) dalle pagine del giornale di stampa locale Il Nuovo Censore a partire dall'11 maggio 1884. Questi accusava lo Iachini anzitutto di aver usato un linguaggio poco decente, poi di aver usato parole del dialetto romanesco e quindi, nella poesia La battaglia di Marino di:
(Il Nuovo Censore, 11 maggio 1884.)
Iachini controbatté energicamente alle accuse, tuttavia acconsentendo qualche anno dopo a cambiare alcuni aspetti delle poesie nella seconda edizione.

## Contenuti
Le poesie sono, nell'ordine dato nella seconda edizione, le seguenti:
| Titolo velletrano                          | Titolo italiano                            |
| ------------------------------------------ | ------------------------------------------ |
| 'O velletrano                              | Il velletrano                              |
| Una buona ragione                          | Una buona ragione                          |
| 'O telegrifo                               | Il telegrafo                               |
| E' muorto                                  | È morto                                    |
| Un rimprovero                              | Un rimprovero                              |
| Fra un contadino e una guardia alla dogana | Fra un contadino e una guardia alla dogana |
| Il consiglio                               | Il consiglio                               |
| Alla Corte di Assise                       | Alla Corte di Assise                       |
| Pietà per il prossimo                      | Pietà per il prossimo                      |
| Per il chiasso al piano di sopra           | Per il chiasso al piano di sopra           |
| La visita                                  | La visita                                  |
| Rivoluzione                                | Rivoluzione                                |
| Suicidio                                   | Suicidio                                   |
| A S. Clemente                              | A san Clemente                             |
| L'osservatorio                             | L'osservatorio                             |
| Fra donne                                  | Fra donne                                  |
| 'A precissione                             | La processione                             |
| La battaglia di Marino                     | La battaglia di Marino                     |

Dalla poesia La battaglia di Marino è stato liberamente tratto un musical in due atti messo in scena la prima volta nel marzo 2008 proprio a Velletri.
Oltre alla prima pubblicazione, avvenuta nel 1884 in Velletri, ed alla seconda riveduta e corretta del 1890, le Poesie vennero pubblicate nel 1971 dalla Tipografia Vela, nel 1976 all'interno del libro del professor Antonio Venditti Poesie e canti in dialetto velletrano, e per le Edizioni Scorpius nel 1982, nel 1984, nel 1986, nel 1988, ed infine nel 1992 nel numero di 210 copie numerate fedelmente riprodotte dalla seconda edizione corretta.

## Edizioni
- Giovanni Battista Iachini, Poesie in dialetto velletrano, IX ed., Edizioni Scorpius, 1992,  p. 54.